# Medinilla rosea
Medinilla rosea är en tvåhjärtbladig växtart som beskrevs av Charles Gaudichaud-Beaupré. Medinilla rosea ingår i släktet Medinilla och familjen Melastomataceae. Inga underarter finns listade i Catalogue of Life.